# Camil Baltazar

Camil Baltazar

Camil Baltazar (n. Leibu Goldenstein / Leopold Goldstein, 25 august 1902, Focșani - d. 27 aprilie 1977 București) a fost un poet româno-evreu. 

## Biografie
Leopold Goldstein, viitorul poet și publicist Camil Baltazar, s-a născut în anul 1902, în județul Putna. Camil Baltazar a studiat la București și a debutat la „Zburătorul literar" în anul 1921. Eugen Lovinescu a fost cel care l-a descoperit și susținut pe Camil Baltazar. A fost prim redactor la ziarul "România Liberă", a colaborat la ziarele: "Zburătorul", "Reporter" și "Gazeta literară".
A practicat lirica elegiacă și de notație („Vecernii”, „Flaute de mătase”) sau a cotidianului nud („Întoarcerea poetului la uneltele sale”). A publicat, de asemenea, memorialistică și traduceri.
Ca poet, Camil Baltazar a cultivat versul tradiționalist și poezia intimistă. Deși în perioada 1947-1976 a publicat alte 8 volume de versuri, poetul a intrat, treptat, într-un con de umbră. 
În timpul Holocaustului a apărut pe lista Scriitorilor evrei ostatici.

## Distincții
- Ordinul „Meritul Cultural” clasa I (10 octombrie 1972) „pentru îndelungată și rodnică activitate în domeniul creației literare, [...] cu prilejul împlinirii vîrstei de 70 de ani”[6]

## Selecție din operele publicate
- Vecernii, 1923
- Flaute de mătase, 1924
- Reculegeri în nemurirea ta, 1925
- Biblice, 1926
- Strigări trupești lângă glesne, 1927
- Cina cea de taină, 1929
- Poeme vechi și noi, 1931
- Întoarcerea poetului la uneltele sale, 1934, cu portretul autorului, realizat de Milița Petrașcu
- Tărâm transcendent, 1939, ultrior Tărâm pur
- Poeme de zodie nouă, 1947
- Nespus de dragă mi-i ființa omenească, 1956
- Soare pe zăpezi, 1956
- Versuri, Editura de stat pentru literatură și artă, 1957
- Violoncel solar, 1972
- Glorie iubirii, Editura Albatros, 1973
- Evocări și dialoguri literare (memorialistică), Editura Minerva, București, 1974
- Noblețea plaiului natal, 1976
- Din romanul existenței mele literare, ediție și prefață de Florentin Popescu, Editura Hasefer, București, 2004

### Traduceri
- Carol Göllner, Vasile Maciu: Stephan Ludwig Roth -Viața și opera / Leben und Werk (ediție bilingvă), traducere în germană Camil Baltazar și Iosefina Baltazar, Editura Științifică, București, 1966